# Williamodendron
Williamodendron är ett släkte av lagerväxter. Williamodendron ingår i familjen lagerväxter.
Kladogram enligt Catalogue of Life:
| Williamodendron | \| \| Williamodendron cinnamomeum \| \| \| \| \| \| Williamodendron glaucophyllum \| \| \| \| \| \| Williamodendron quadrilocellatum \| \| \| \| \| \| Williamodendron spectabile \| \| \| \| |
|                 | \| \| Williamodendron cinnamomeum \| \| \| \| \| \| Williamodendron glaucophyllum \| \| \| \| \| \| Williamodendron quadrilocellatum \| \| \| \| \| \| Williamodendron spectabile \| \| \| \| |
|                 | Williamodendron cinnamomeum |
|                 | |
|                 | Williamodendron glaucophyllum |
|                 | |
|                 | Williamodendron quadrilocellatum |
|                 | |
|                 | Williamodendron spectabile |
|                 | |